# Il bugiardo
Il bugiardo è un'opera teatrale in tre atti in prosa di Carlo Goldoni, andata in scena con successo per la prima volta a Mantova nella primavera del 1750.
Pur sviluppando la vicenda in modo del tutto originale, l'autore trasse ispirazione, dopo averlo visto a teatro nel 1742 a Firenze in una traduzione poco felice, da Il bugiardo di Corneille, che a sua volta si era rifatto a La verdad sospechosa del messicano Juan Ruiz de Alarcón.
Rimasta nel repertorio teatrale durante tutto l’Ottocento, la commedia viene riproposta anche ai giorni nostri.

## Trama
Venezia. Lelio, figlio di Pantalone, è un ribaldo mentitore compulsivo che fa delle bugie, da lui definite "spiritose invenzioni", una specie di missione. Lelio, che ha trascorso anni lontano da casa, torna a Venezia. Corteggia le due figlie del Dottor Balanzone, Beatrice e Rosaura, senza dire loro chi delle due ama veramente. Nel frattempo, ciascuna ragazza ha un altro pretendente, Florindo per Rosaura e Ottavio per Beatrice. Florindo, tuttavia, è timido e non vuole dire a Rosaura di amarla. Questo permette a Lelio di inventare favolose bugie e convincere Rosaura di volerla sposare. Nel frattempo, Arlecchino, il servitore di Lelio, cerca di convincere Colombina a lasciare Brighella, amico di Florindo. Le bugie di Lelio lo mettono sempre più nei guai con le ragazze, il loro padre e suo padre Pantalone. Alla fine, si scopre che mentre era a Roma ha sposato una dama romana, Cleonice Anselmi. Parte per raggiungerla, lasciando Rosaura e Beatrice libere di sposare Florindo e Ottavio, e Colombina libera di sposare Brighella.

## Poetica
Per Giuseppe Ortolani, si tratta, nel rifacimento, di un'opera inconfondibilmente goldoniana, è nell'insieme riuscita.
Ha scritto l'autore nella prefazione per l'edizione a stampa: Io ho dato un giro assai più brillante ad una tale Commedia. Ho posto al confronto dell'uomo franco un timido, che lo fa risaltare. Ho posto il mentitore in impegni molto ardui e difficili da superare, per maggiormente intralciarlo nelle bugie medesime, le quali sono per natura così feconde, che una ne suol produr più di cento, e l'une han bisogno dell'altre per sostenersi.